# Stefan Leon Skibniewski
Stefan Leon Skibniewski (ur. 9 czerwca 1878 w Dunajowcach, zm. 5 stycznia 1942 we Lwowie) – ksiądz katolicki, wikariusz generalny archidiecezji Korfu w Grecji, protonotariusz apostolski, profesor filozofii chrześcijańskiej Uniwersytetu Jana Kazimierza we Lwowie, autor monografii książkowych z dziedziny historii Kościoła, teologii i filozofii.

## Życiorys
Pochodził z rodziny ziemiańskiej. Był synem Bronisława i Olgi z hr. Dzieduszyckich, a bratem Aleksandra i Mariusza. Uczęszczał do Akademii Terezjańskiej w Wiedniu, gdzie w 1897 zdał maturę. Poświęciwszy się stanowi duchownemu nauki wyższe pobierał na fakultecie teologicznym Uniwersytetu w Innsbrucku. Po wyświęceniu na kapłana (w Wiedniu w 1901) przyjęty został w Rzymie na Uniwersytet Gregoriański i Accademia dei Nobili Ecclesiastici. Po uzyskaniu doktoratu z prawa kanonicznego tamże, a później doktoratu teologii w Austrii, mianowany został w czerwcu 1904 przez Leona XIII szambelanem papieskim i delegowany na dwór arcyksięcia Karola Stefana Habsburga w Żywcu jako kapelan, a po trzyletnim tam pobycie przeniesiony na stanowisko generalnego wikariusza archidiecezji korcyrejskiej (Korfu) i kanonika diecezji zakyntejskiej (Zante) na Wyspach Jońskich. W 1908 zrzekł się tych urzędów z powodu choroby i został mianowany generalnym wikariuszem i protonotariuszem apostolskim. Wrócił do Polski, lecz ze względu na stan zdrowia nie mógł pełnić prawie żadnych obowiązków strukturach Kościoła. Zamieszkał w majątku Hliboka na Bukowinie u swego brata Aleksandra.  W październiku 1936 otrzymał prawo veniam legendi z zakresu teologii chrześcijańskiej na Wydziale Teologicznym Uniwersytetu Jana Kazimierza we Lwowie (wraz z przeniesieniem habilitacji z Uniwersytetu Jagiellońskiego). Od 1936 kierował tamtejszą Katedrą Filozofii Chrześcijańskiej. Jako zastępca profesor UJK został mianowany profesorem nadzwyczajnym teologii chrześcijańskiej na Wydziale Teologicznym UJK z dniem 10 września 1938. Po wybuchu II wojny światowej 1939 wykładał nadal filozofię i teologię moralną na tajnym UJK podczas okupacji sowieckiej.
Był autorem szeregu monografii książkowych w j. niemieckim z dziedziny historii Kościoła, teologii i filozofii (m.in. wydanych w Paderborn w Niemczech Geschichte des Roemisches Katechismus, Theologie der Mechanik, Kausalitaet).  Znany też w literaturze naukowej jako Stefan Leo Ritter Corvin von Skibniewski.
Zmarł 5 stycznia 1942 i został pochowany na Cmentarzu Janowskim we Lwowie.